# NGC 2810
NGC 2810 (другие обозначения — NGC 2810A, UGC 4954, MCG 12-9-42, ZWG 332.45, PGC 26514) — эллиптическая галактика (E) в созвездии Большой Медведицы. Открыта Уильямом Гершелем в 1788 году.
Переобогащение магнием относительно железа {\displaystyle {\ce {[Mg/Fe]}}} в этой галактике составляет +0,5 в центре, что слишком высоко при такой дисперсии скоростей, и понижается до нормального значения +0,3 к периферии. В галактике наблюдается довольно сильная эмиссионная составляющая спектра. Возраст звёздного населения в центре относительно невелик и составляет в среднем 5—6 миллиардов лет, это население обладает очень высокой металличностью — +0,45—0,47. В более внешних областях возраст больше и составляет везде около 10 миллиардов лет, а металличность ниже. По всей видимости, в последние несколько миллиардов лет назад галактика испытала небольшое слияние, в результате чего в центре произошла небольшая вспышка звездообразования, в результате которой средний возраст звёзд понизился, а металличность возросла.
Этот объект входит в число перечисленных в оригинальной редакции «Нового общего каталога».